# Михаил Халански
Михаил Георгијевич Халански (рус. Халанский, Михаил Георгиевич; Расховец, 13. новембар 1857 — Харков, 12. април 1910) био је руски књижевни историчар и фолклориста, члан Петербуршке академије наука.
Учио је најпре духовни семинар, а после је прешао на универзитет у Харков, где је студирао словенску филологију. Године 1888. је у Петрограду магистрирао и кренуо на усавршавање у балканске земље. Од 1883. до 1891. био је гимназијски наставник, а од 1891. професор универзитета у Харкову. Главнина његовог истраживачког и научног рада односила се на проучавање српске народне поезије. Главно му је дело опсежни спис о песмама и предаји о Краљевићу Марку (1893—95). Ту је предају Халански доводио у везу са руским билинама и епском поезијом других народа. Истог су му карактера и краћа дела: О песмама косовског циклуса, О бугарштицама и О неким географским именима у руској и нашој епској поезији.